# David O'Leary
Pour les articles homonymes, voir O'Leary.
David O'Leary, né le 2 mai 1958 à Londres, est un footballeur international irlandais évoluant au poste de défenseur central entre 1975 et 1995. Il devient par la suite entraîneur.
Il détient le record du plus grand nombre de matchs disputés sous le maillot du Arsenal FC avec 722 rencontres.

## Carrière

### Carrière en tant que joueur
- 1973-1993 : Arsenal ( Angleterre)
- 1993-1995 : Leeds United ( Angleterre)[1]

### Carrière en tant qu'entraîneur
- 1998-2002 : Leeds United ( Angleterre)
- 2003-2006 : Aston Villa ( Angleterre)
- 2010-2011 : Al-Ahli Dubaï

## Palmarès
- 68 sélections (1 but) en équipe d'Irlande de football
- Championnat d'Angleterre de football
  - Vainqueur : 1989, 1991
- FA Cup
  - Vainqueur : 1979, 1993
- League Cup
  - Vainqueur : 1987, 1993
- Community Shield:
  - Vainqueur : 1991
- Membre de l'équipe type PFA de la saison : 1979, 1980, 1982

## Sources
- (en) Stephen McGarrigle, The Complete who's who of Irish international football : 1945-1996, Edimbourg, Mainstream Publishing, octobre 1996, 237 p. (ISBN 1-85158-894-9), p. 155-157